# Streikgeld
Streikgeld ist ein von Gewerkschaften an streikende Arbeitnehmer bezahlter Beitrag für den während eines Arbeitskampfes entgangenen Lohn.

## Beschreibung
Während eines Streiks ruht der Anspruch auf Arbeitsentgelt. Als Ersatz hierfür richteten Gewerkschaften eine Streikkasse ein, um den streikenden Gewerkschaftsmitgliedern als Ausgleich eine Unterstützung zukommen zu lassen.
Streikgeld ist keine Versicherungs-, sondern eine solidarische Unterstützungsleistung und gleicht den Nettoverdienstausfall daher in der Regel nicht vollständig aus. Die meisten Gewerkschaften berechnen das Streikgeld anhand des monatlichen Mitgliedsbeitrags, der wiederum in der Regel vom regelmäßigen Bruttoverdienst abhängig ist. Die Differenz zwischen regulärem Nettoverdienst und Streikgeld ist daher von den individuellen Lohnsteuerabzugsmerkmalen des Mitglieds abhängig.

## Rechtliches
Streikgeld gilt in Deutschland weder als Einkommen noch als Entschädigung. Daher unterliegt es  nicht der Einkommensteuer.
Ebenso unterliegt es nach einem Entscheid des Bundesfinanzministeriums nicht dem sogenannten Progressionsvorbehalt.